# Славко Јовичић Славуј
Славко Јовичић Славуј (Дољани, 10. мај 1953 — Пале, 10. фебруар 2022) био је посланик у Парламентарној скупштини БиХ и некадашњи логораш у логорима Силос и Храсница који су били под контролом АРБиХ.

## Биографија
Рођен је 1953. године у Дољанима код Хаџића. Послије завршене основне школе у Пазарићима, наставио је школовање у Сарајеву. Године 1990. завршио је Вишу управну школу у Сарајеву. Скоро 15 година је радио у Служби безбједности републичких органа (Предсједништво, Скупштина и Извршно вијеће), а потом се запослио као замјеник начелника и инспектор у Државној безбједности у Министарству унутрашњих послова СР БиХ. Након првих вишестраначких избора у СР БиХ 1990. године и доласка на власт националних странака (СДС, ХДЗ, СДА) био је задужен за безбједност српских посланика у скупштини и министара у Влади СР БиХ. Ухапшен је у својој кући 26. маја 1992. Највећи дио рата био је заточен у сарајевским логорима "Силос" у Тарчину и Храсница у којима је провео укупно 1.344 дана. У Храсници је провео 198 дана од 15. априла 1993. године до 30. октобра исте године одакле је слан на физички рад на прву борбену линију. Након чега је враћен у логор Силос. Ослобођен је 19. јануара 1996. два мјесеца након потписивања Дејтонског мировног спразума. По завршетку рата радио је као инспектор службе државне безбједности у Министарству унутрашњих послова Републике Српске све до 2004. године, када је постао потпредсједник Савеза логораша Републике Српске. Ту функцију је обављао двије године, а онда је на општим изборима 2006. године изабран за посланика у Парламентарној скупштини БиХ. На овим изборима био је кандидат Савеза независних социјалдемократа (СНСД), али није био члан ове странке. Учланио се тек четири године послије. На општим изборима 2010. године није директно изабран у Парламент, али је добио компензацијски мандат. Освојио је 9.543 гласа. Јовичић од 2006. до 2013. године ниједном није одсуствовао са сједнице Парламента. Преминуо је 10. фебруара 2022. Сахрањен је 11. фебруара 2022. на гробљу Баре на Палама. Предсједник Србије, Александар Вучић, га је постхумноодликовао златном медаљом за храброст "Милош Обилић".